# Hasselholms naturreservat
Hasselholms naturreservat är ett naturreservat i Norrtälje kommun i Stockholms län.
Området är naturskyddat sedan 2014 och är 121 hektar stort. Reservatet ligger utmed norra stranden av Erken omfattar Bellberget vid kusten. Reservatet består av granskog med lövskog med inslag av ädellövträd närmare stranden.